# Louis de Frétat de Boissieux
Louis de Frétat de Boissieux (né le 22 décembre 1662 à  Boissieux, La Chapelle-Geneste dans l'actuel département de la Haute-Loire, mort à Ancenis le 31 octobre 1720) est évêque de Saint-Brieuc de 1705 à sa mort.

## Biographie
Cadet issu d'une noble famille d'Auvergne, il est le fils de François de Frétat, seigneur de Boissieux, et de Claude Françoise de Saint-Martial ; Il nait près de Clermont-Ferrand où il est baptisé le 22 décembre 1662 et il  est d'abord tenté par une carrière militaire maritime sous le nom de « sieur de Duret » qui le mène jusqu'au grade de lieutenant de vaisseau. Il y renonce et entre au séminaire de la Congrégation de la Mission des Bons-enfants à Paris vers la fin de la décennie 1690. Il effectue ensuite des  « Missions » dans les provinces calvinistes et il obtient un doctorat en droit canon de l'université de Paris par « dispense royale » en mai 1705. Il est déjà prêtre au diocèse de Clermont depuis plusieurs années  lorsque le roi dont il est  conseiller le désigne comme évêque de Saint-Brieuc en avril 1705.
Confirmé le 7 septembre par le pape Clément XI, il est consacré par le cardinal Louis Antoine de Noailles, archevêque de Paris. Il prend possession de son diocèse le 13 novembre 1705. Il préside les États de Bretagne qui se tiennent à Saint-Brieuc en 1709 et 1715. En 1713 il publie des statuts synodaux. Il favorise l'établissement des sœurs de la Sainte-Croix à Saint-Brieuc et finance des travaux de réfection de la cathédrale. Des soupçons infondés de sympathie pour le jansénisme le privent d'un transfert à l'archevêché de Vienne après la mort d'Armand de Montmorin. En 1720 il se rend à Ancenis pour les États de Bretagne, de passage à Nantes il visite Victor Marie d'Estrées, commandant en chef en Bretagne. Il meurt à Ancenis à la fin de la session des États. Son corps est ramené en grande pompe à Saint-Brieuc via Nantes et Rennes et il est inhumé dans la cathédrale Saint-Étienne de Saint-Brieuc.

## Sources
- Ressource relative à la religion :   - Catholic Hierarchy
- Notices d'autorité :   - VIAF
  - IdRef
- (en) catholic-hierarchy.org Bishop Louis Frétat de Boissieu
- Charles Guimart, Histoire des évêques de Saint-Brieuc sur Google Livres, impr. de L. Prud'homme, 1852